# Honest Words
Honest Words è un EP dei musicisti britannici King Creosote e Jon Hopkins, pubblicato il 16 settembre 2011 dalla Domino Records.

## Descrizione
A differenza di Diamond Mine, album pubblicato dal duo l'anno precedente, Honest Words non è stato influenzato dall'East Neuk of Fife. Al riguardo, l'etichetta discografica Domino Records ha notato che «liricamente, c'è più un esame di coscienza che del folclore Fife nell'EP seguito a Diamond Mine [...] La musica segue questi pensieri attraverso regni cristallini più ampi, distante dai porti e dalle sale da tè dove hanno iniziato [a comporre]».
L'EP contiene due brani inediti e un nuovo arrangiamento del singolo Bats in the Attic, tutti inseriti successivamente nella riedizione di Diamond Mine pubblicata nel 2012.

## Tracce
Testi di Kenny Anderson, musiche di Kenny Anderson e Jon Hopkins.
1. Honest Words – 3:06
2. Aurora Boring Alias – 4:00
3. Bats in the Attic (Unravelled) – 3:25

## Formazione
Musicisti
- King Creosote – voce, chitarra acustica, campionatore
- Jon Hopkins – pianoforte, armonium, percussioni, elettronica, field recording, arrangiamento
- Lisa Elle – voce aggiuntiva (traccia 1)
- Sarah Jones – batteria (traccia 1)
- Phil Wilkinson – batteria (traccia 3)

Produzione
- Jon Hopkins – produzione, registrazione
- Cherif Hashizume, Mark Sutherland – registrazione
- Guy Davie – mastering